# イギリス国鉄7形蒸気機関車
イギリス国鉄7形（BR Standard Class 7）は、イギリス国鉄が製造したテンダー式旅客用蒸気機関車。初号機の名から「ブリタニアクラス」とも呼ばれる。軸配置はパシフィック（4-6-2あるいは2C1）。

## 概要
イギリス国鉄が1948年に大手私鉄4社を統合する形で発足した際、私鉄時代に製造された雑多な旧型機を国鉄型標準機関車に置き換えることとなり、その第1弾として本形式が製造されることとなった。
4大私鉄時代の高性能旅客機関車が3シリンダーや4シリンダーを採用していたのに対し、本機は保守の容易さと費用の削減を狙ってあえて2シリンダーとした。また、初期投資が上がってまでもその後のランニングコスト低減と稼働率向上を考慮し、全軸ローラーベアリングを採用した。さらにイギリスの蒸気機関車としては珍しく、配管や部品を外部に露出させている。
1951年1月から1954年9月にかけて55両がクルー工場で製造された。
なお、本機を3シリンダーにしたのが標準型の8形「デューク・オブ・グロスター」である。また、イギリス国鉄最後の新製蒸気機関車となった9F形のボイラーは、本機のものと同じボイラーを採用している。
他の国鉄型標準機関車と同様に旧大手私鉄4社から批判されないよう設計されていたが、それでも欠陥がいくつも現れたという批評が存在する。ピストンやロッドが走行中に破損する事故が起きるなど細部の設計の甘さを露呈しており、死点で停止してしまうと他の機関車に助けてもらう必要があった。
イギリス国鉄自体の動力近代化のあおりを受け、1968年8月の70013号機「イギリス国鉄 7形蒸気機関車70013号機 オリバー・クロムウェル（英語: BR Standard Class 7 70013 Oliver Cromwell）」を最後に全車廃車となった。

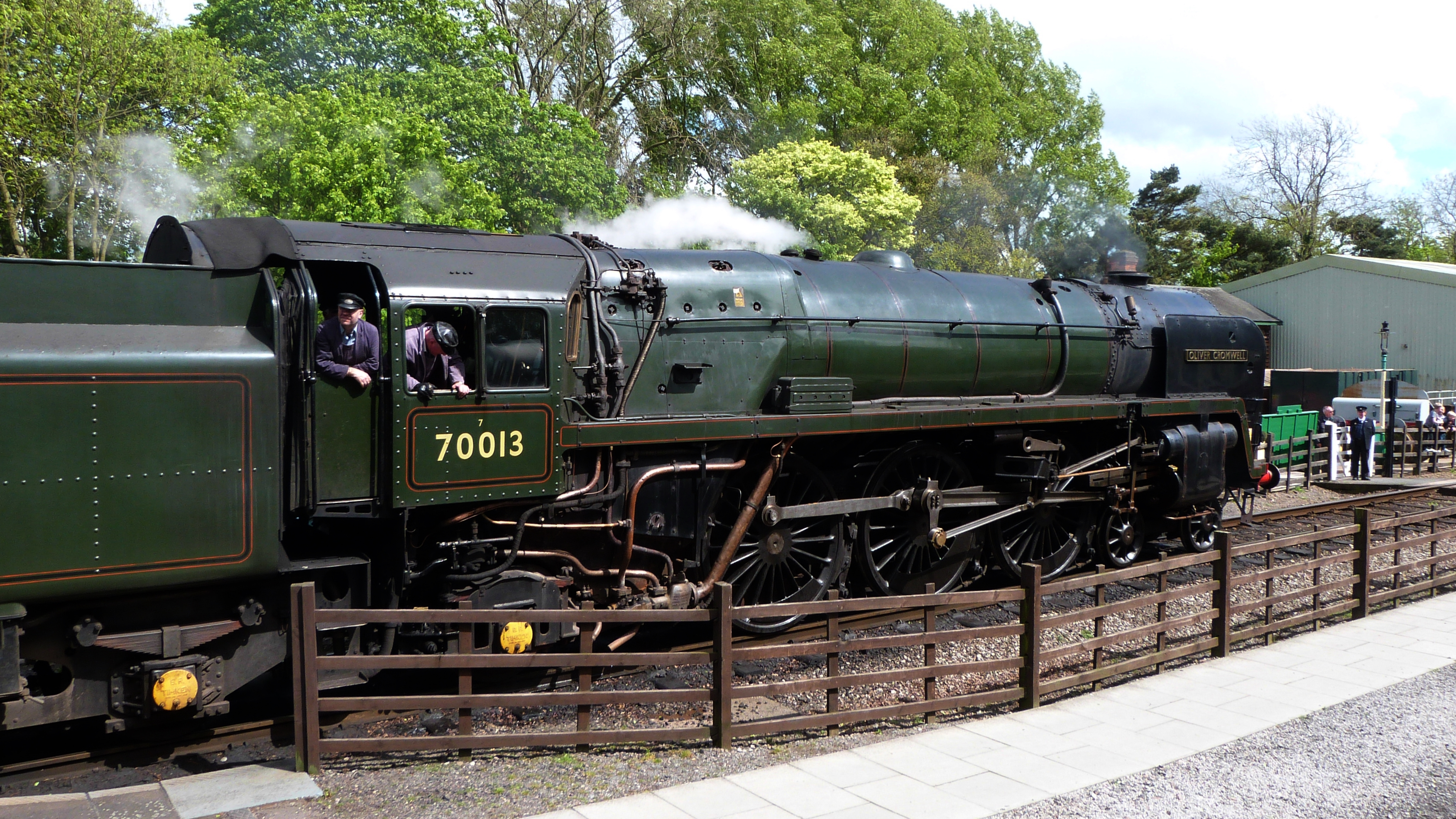
ボイラー外部に露出した配管・機器類。本形式を基に設計された8型及び9F型も同様の外観を持つ。
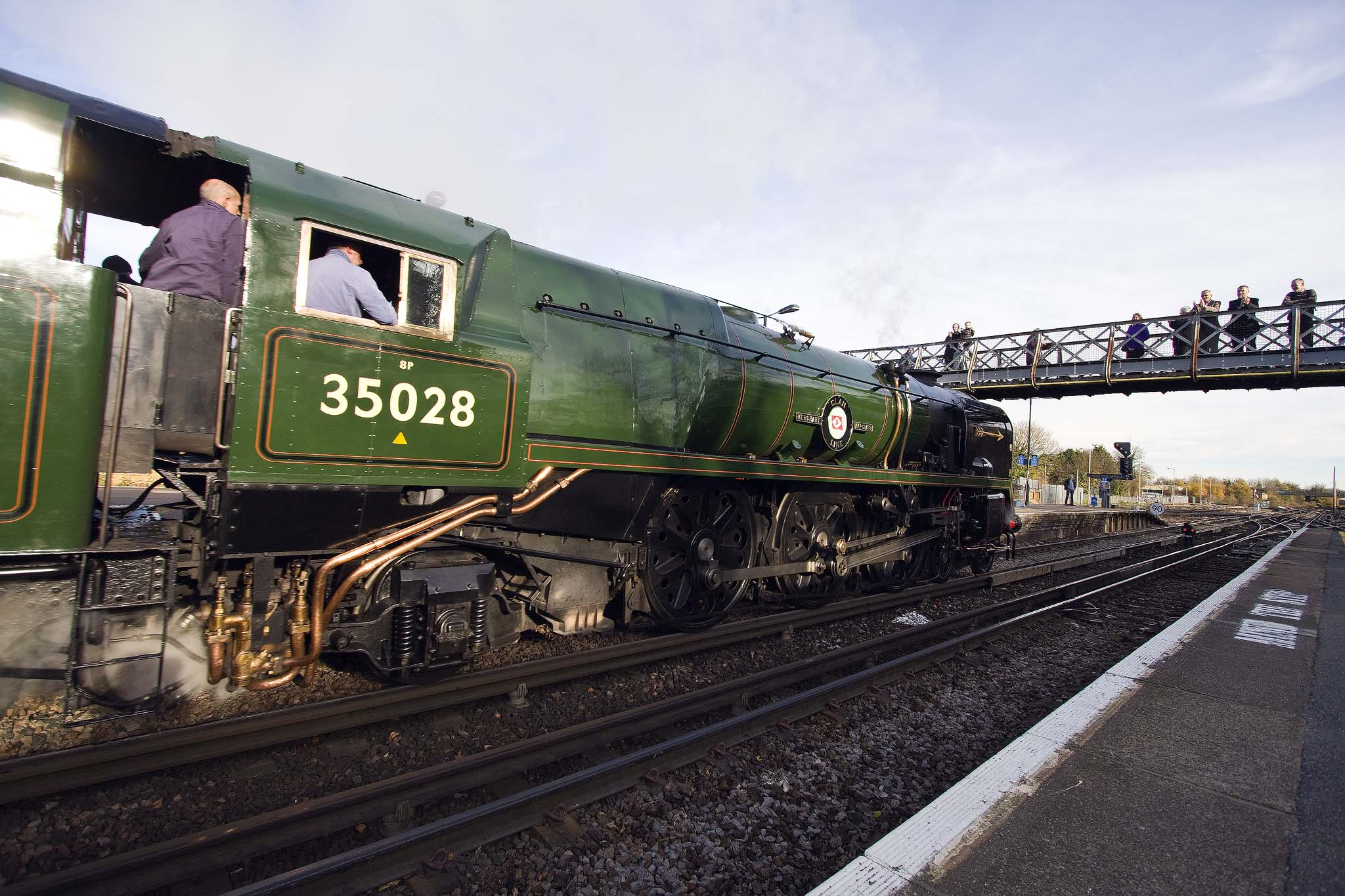
（参考）英国では画像のマーチャント・ネイヴィー形のようにすっきりしたデザインの蒸気機関車が多い。

## 保存
廃車後、トップナンバーの70000号機「ブリタニア」および70013号機「オリバー・クロムウェル」の2両が保存され、どちらも動態保存となっている。
| 画像 | 番号  | 愛称                   | 所在地                                                  | 備考 |
| ---- | ----- | ---------------------- | ------------------------------------------------------- | --- |
|      | 70000 | ブリタニア             | ロイヤル・スコット号保存会                              | 本形式のトップナンバーで、国鉄型機関車全体でも製造第1号ということで当初鉄道博物館の展示候補となっていたが、内部機関の調子が思わしくなく、さらに量産先行機であり仕様が異なっていたためリストから除外された。その後解体を免れ、ブリタニア級保存会のもとでセヴァーン渓谷鉄道やニーン渓谷鉄道などを転々としながら動態保存された。2000年の検査期限以降はピート・ウォーターマンに譲渡され、長らくクルー工場で保管されていたが、2011年にロコモティブ・サービス社に売却された後に動態復帰を果たした。                                                        |
|      | 70013 | オリバー・クロムウェル | ヨーク鉄道博物館 （グレート・セントラル鉄道保存会常駐） | 形式最終廃車機で、1966年に国鉄蒸気機関車における最終重検施行機となった。上記の70000号機の代替として鉄道博物館の保存機となり、1968年8月11日の国鉄蒸気機関車さよなら運転「15ギニアスペシャル」の牽引機を務めた。その後ノーフォークのブレッシンガムSL庭園で展示されたのち、レスターシャーのグレートセントラル鉄道保存会に移され2008年に動態復元された。2008年と2013年にはそれぞれ無煙化40年・45年記念の15ギニアスペシャル復活運転を牽引した実績がある。2018年いっぱいでボイラーの検査期限切れを迎えたため運用離脱し、現在本線復帰に向けて整備中である。 |

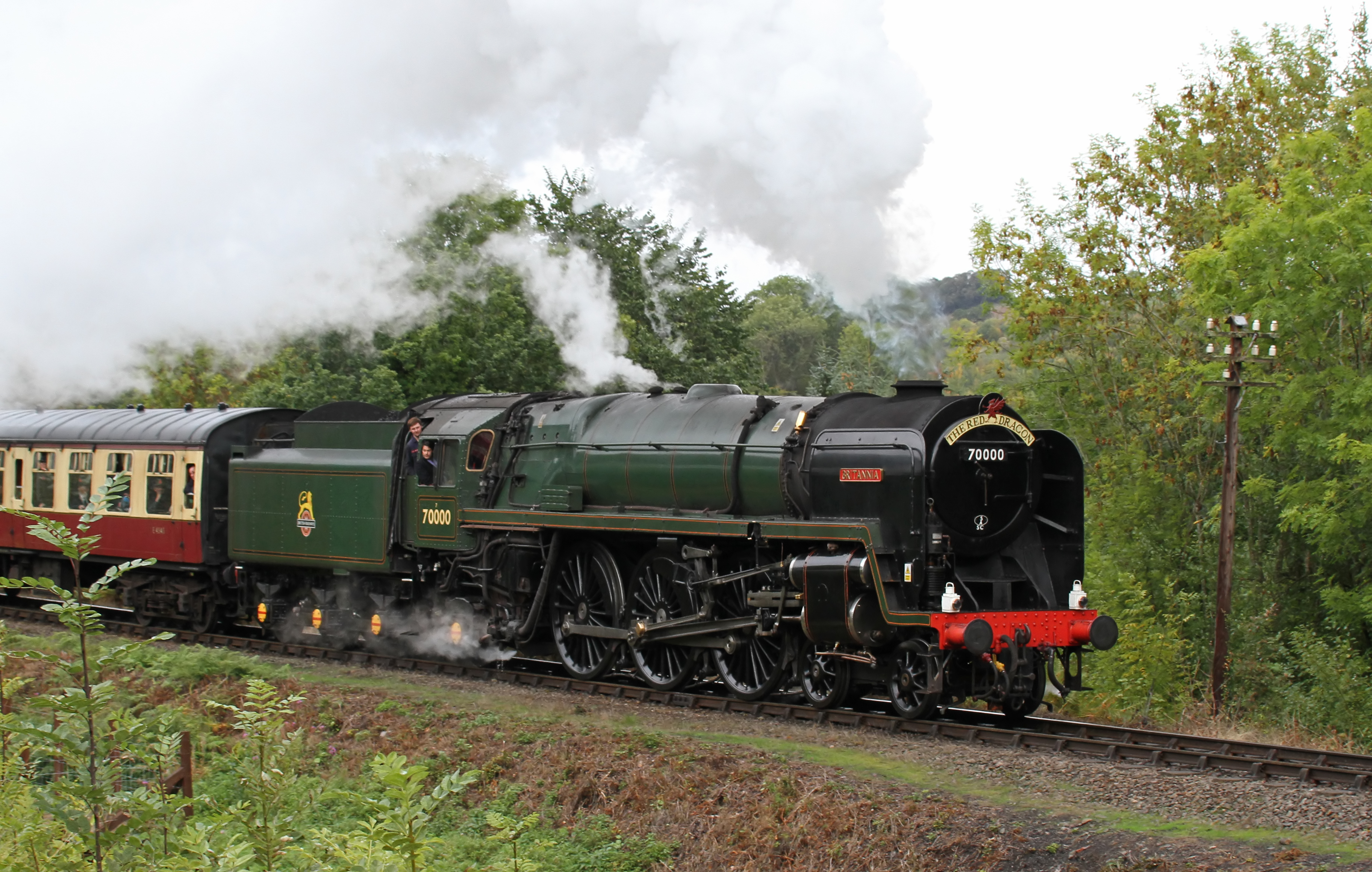
70000号機「ブリタニア」 本形式はデフすぐ後ろのやや低い位置に笛が取り付けられている。
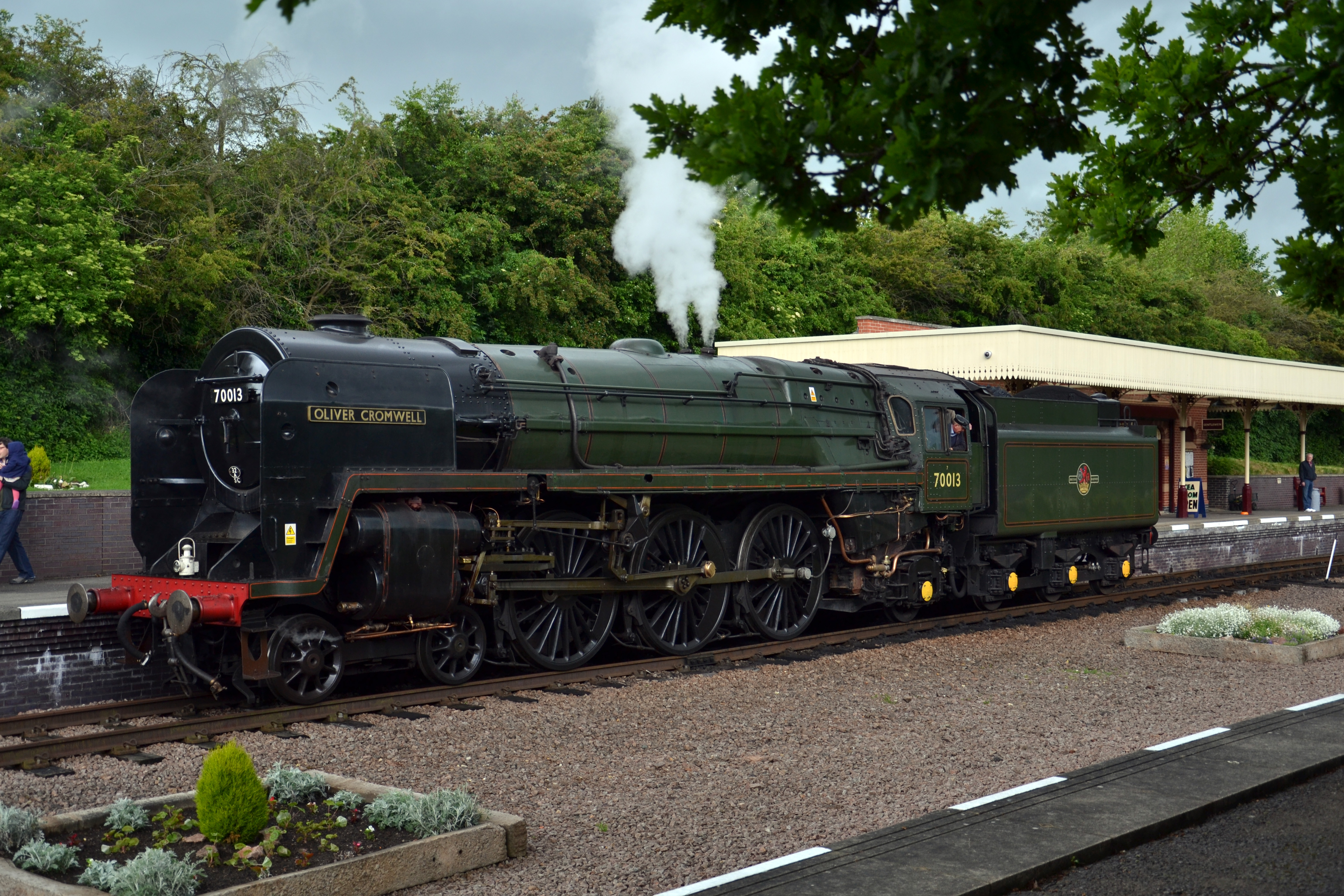
70013号機「オリバー・クロムウェル」―グレート･セントラル鉄道（保存鉄道） レスター･ノース駅にて